# Heebie Jeebies
Clip vidéo
[vidéo] « Heebie Jeebies-Louis Armstrong and his Hot Five », sur YouTube
Heebie Jeebies est un standard de jazz de l'auteur-compositeur américain Boyd Atkins. Il devient célèbre avec sa reprise et adaptation par Louis Armstrong et son quintette Hot Five du 23 juin 1926 chez Okeh Records de Chicago (un des premiers succès de sa longue carrière de légende, qui marque l'histoire du jazz à titre de création et premier grand succès du jazz vocal « scat »).

## Histoire

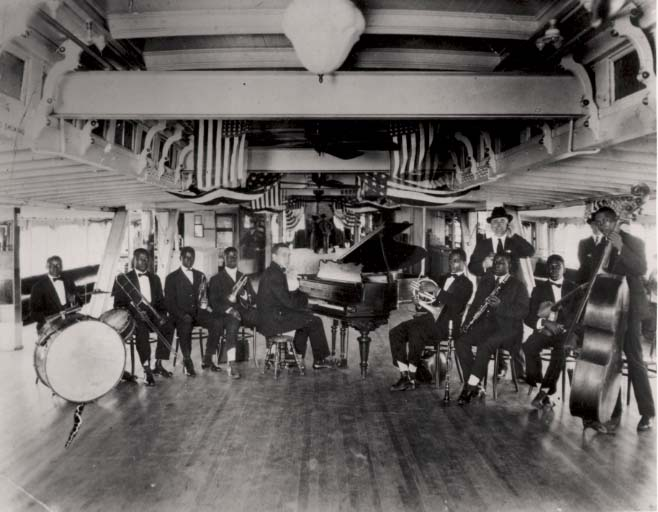
Louis Armstrong et Boyd Atkins, membres du Fate Marable's New Orleans Band, sur des bateaux à roues à aubes du fleuve Mississippi, aux débuts de leurs carrières vers 1918

Louis Armstrong (1901-1971) naît à La Nouvelle-Orléans en Louisiane, là où est né l'histoire du jazz des années 1910, avec les Early Jazz, et jazz Nouvelle-Orléans. Considéré comme un des inventeurs du chant jazz-jazz vocal, il fonde avec succès à l'age de 24 ans son premier quintette Hot Five de 1925-1926, en tant que leader, sous son propre nom, avec ses ex compagnons de formation (Lil Armstrong, son épouse, au piano, Johnny Dodds à la clarinette, Kid Ory au trombone, et Johnny Saint-Cyr au banjo). Il enregistre avec eux ses 25 premiers disques vinyle 78 tours à succès (dont cette reprise) qui contribuent à le rendre célèbre et populaire en Amérique et dans le monde (Louis Armstrong Hot Five and Hot Seven Sessions (en)).
Armstrong fait ses débuts vers 1918 avec entre autres Boyd Atkins et des membres de son futur premier Hot Five, avec le Fate Marable's New Orleans Band, sur des bateaux à roues à aubes du fleuve Mississippi. Il reprend et enregistre cette chanson de Boyd Atkins avec son Hot Five en 1926 chez Okeh Records à Chicago. Ses partitions seraient alors accidentellement tombées et se seraient éparpillées au milieu de l'enregistrement du disque, et, ne connaissant pas les paroles par cœur, il aurait enchaîné avec une improvisation, avec sa célèbre voix, composée de simples syllabes et onomatopées rythmiques humoristiques à base de « Dip Dop Doo... »,, typiques de sa Nouvelle-Orléans natale,,,. L'immense succès populaire de son disque (un de ses premiers succès, vendu à près de 40 000 exemplaires aux États-Unis et dans le monde) marque le premier grand succès médiatique de cette technique de jazz vocal scat, reprise avec un important succès populaire par de nombreux jazzmen de l'Ère du Jazz de l'époque, dont en particulier Duke Ellington, Cab Calloway, Dizzy Gillespie, Ella Fitzgerald, ou Billie Holiday,...

## Reprises

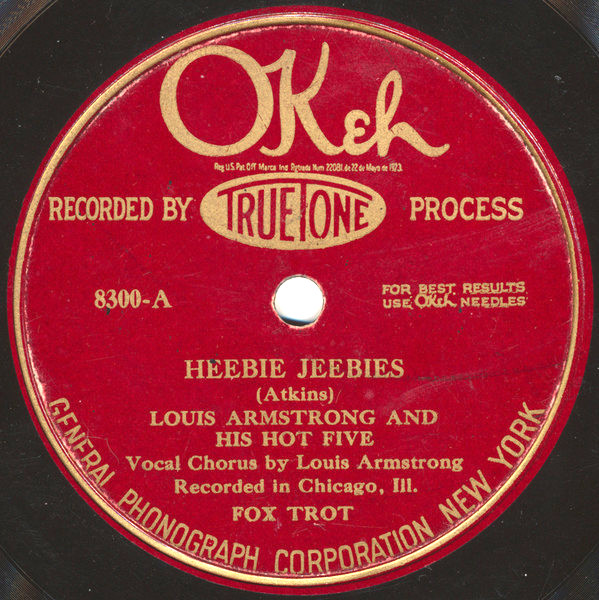

Cette chanson est reprise entre autres par Ethel Waters (1926), The Boswell Sisters (1930), The Blue Rhythm Band (1931), Chick Webb (avec un arrangement de Benny Carter)...

## Louis Armstrong et son Hot Five
- Louis Armstrong : trompette, chant jazz, scat
- Kid Ory : trombone
- Johnny Dodds : clarinette
- Lil Armstrong (épouse de Louis Armstrong) : piano
- Johnny Saint-Cyr : banjo

## Distinction
La version enregistrée par Louis Armstrong et son Hot Five reçoit en 1999 le Grammy Hall of Fame Award.

## Au cinéma
- 1932 : The Big Broadcast, comédie musicale de Frank Tuttle, avec Bing Crosby, Cab Calloway, the Boswell Sisters, The Mills Brothers...